# Julie (verhaal)
Julie is een erotische thriller in verhaalvorm geschreven door de Amerikaan Richard Matheson in 1962. De Nederlandse vertaling verscheen in de serie Bruna FeH in 1976 in de bundel met de titel Nat stro en andere griezelverhalen. Het verhaal is met enige wijzigingen verfilmd als deel 1 van Trilogy of Terror met als deel 2 Thérèse en deel 3 Amelia. Waar de film het verhaal Thérèse bijna letterlijk volgt, is de filmversie van Julie aangepast met een derde hoofdpersoon. 

## Het verhaal
Beginregel: "Eddy Foster had het meisje nooit eerder opgemerkt".

Julie Eldridge is een onooglijk muurbloemachtige studente aan de faculteit Engels. Ze is onopvallend, niet knap en heeft een schelle stem. Medestudent Eddy Foster ziet haar dan ook nauwelijks staan, tot op een gegeven moment Julie een vraag aan de docent stelt over Beowulf. Eddie keert zich om en wordt op slag stapelverliefd. Het onschuldige gezicht van Julie blijkt de trigger te zijn. Als zij even later haar potlood laat vallen bonst het hart in zijn keel. Als ze ten slotte ook haar lesboeken laat vallen, helpt Edy haar en knoopt een gesprekje met haar aan. Eddy volgt haar naar huis en ziet Julie haar toilet verzorgen. Hij raakt geheel in de ban van haar. Later vraagt hij haar uit naar de drive-in-bioscoop. Tijdens de film haalt hij drank en popcorn en fantaseert hij waarbij haar bedwelmd, haar meeneemt naar een motel en haar neemt. Deze fantasie wordt werkelijkheid als hij de bioscoop verlaat. In het motel kleedt hij haar uit en neemt foto’s van haar naakte lichaam om haar later het zwijgen op te kunnen leggen. De volgende dag staat Eddy aan haar deur. Hij chanteert haar en zij gaat onder dwang met hem mee. Hij laat haar zich ontkleden en dat is het moment dat hij haar ineens niet meer wil hebben. Toch vergrijpt hij zich aan haar in het bos; een beeld met blauwe plekken en bloed blijven in zijn geheugen hangen. Hij beeld wordt zo afgrijselijk dat hij haar nooit meer wil zien.
Vervolgens draait het verhaal om. Eddy raakt uit beeld en Julie doet haar verhaal. Het was niet Eddy die alles in gang zette maar zij had juist misbruik gemaakt van zijn zwakte. Ze vindt in Eddy een gewillig slachtoffer, maar de manier waarop hij haar het hof maakte vond ze achteraf nogal saai, maar het gedoe in de bossen was iets nieuws voor haar. Dat ze gedurende het gehele verhaal alle touwtjes in handen had, blijkt uit de slotregel van het verhaal: 

"Philip Harrison had het meisje in de scheikundeles nooit eerder opgemerkt..."     